# Karl Stöckl
Karl Stöckl (* 16. November 1873 in Eichstätt; † 19. März 1959 in Regensburg) war ein deutscher Physiker und Hochschullehrer an der Philosophisch-theologischen Hochschule Regensburg. 

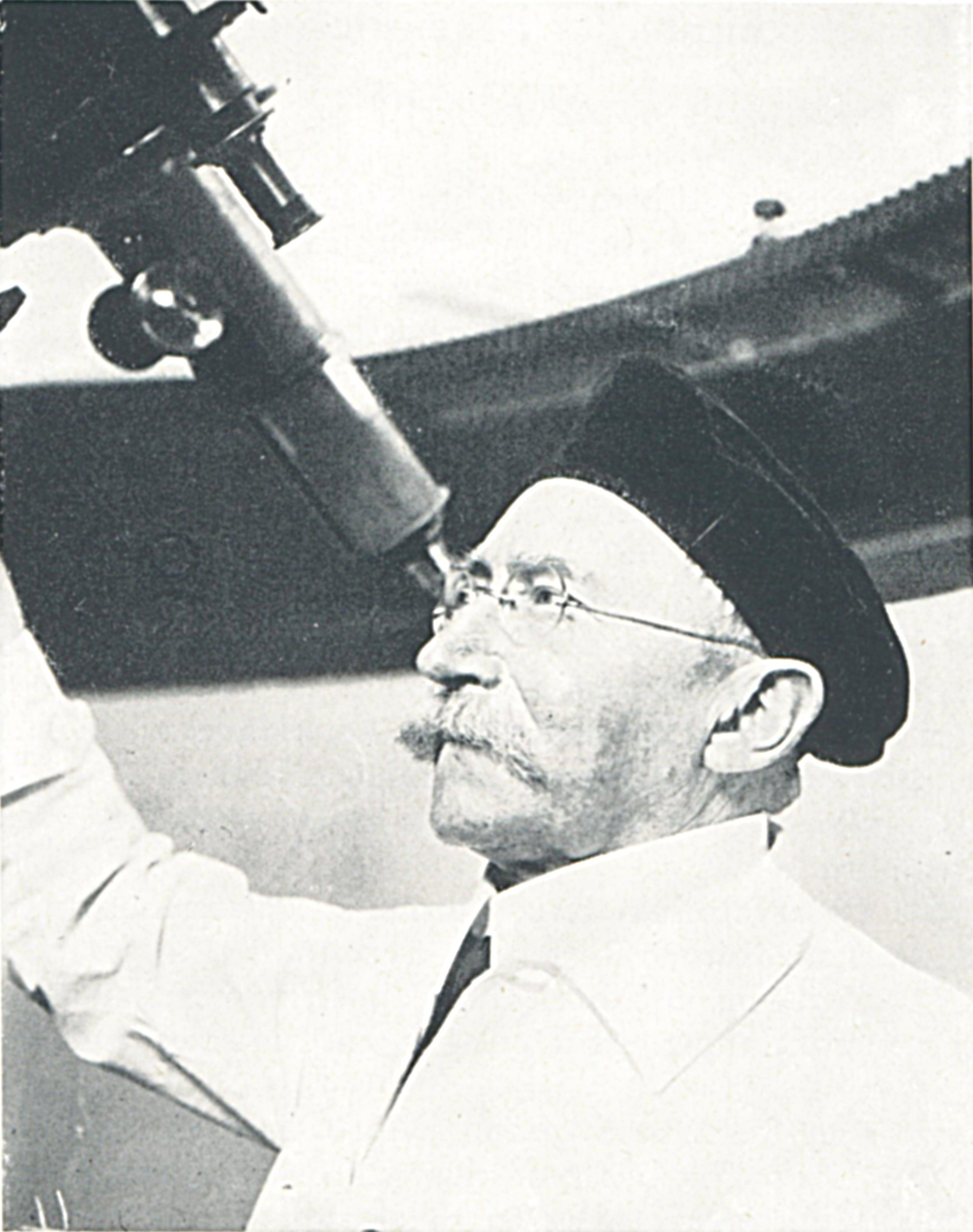
Karl Stöckl (1950)

## Leben
Stöckl studierte ab 1892 Mathematik und Physik in München für das Lehramt am Gymnasium und promovierte dort anschließend im Jahr 1900. An der Universität Tübingen wurde er Assistent am Physikalischen Institut sowie Adjunkt an der Meteorologischen Station der Universität München. 1904 wurde er am Lyzeum Passau Professor für Mathematik, Physik und Astronomie. Im Ersten Weltkrieg diente er als Hauptmann im Bayerischen Kriegsministerium und erhielt das Eiserne Kreuz 2. Klasse.
1919 bis 1936 war er in Regensburg an der Philosophisch-theologische Hochschule tätig. Ab 1920 wurde die Regensburger Sternwarte auf sein Betreiben als Volkssternwarte Regensburg genutzt. Stöckl schrieb viele populärwissenschaftliche Veröffentlichungen, übersetzte Millikans Buch Das Elektron (1922) und war durch seine populären Vorträge zur Astronomie in der Sternwarte weithin bekannt, war aber nicht forschend tätig. Besonders widmete er sich 1930 der Festschrift zum 300. Todestag von Johannes Kepler. Im November 1933 unterzeichnete er das Bekenntnis der deutschen Professoren zu Adolf Hitler.

## Ehrungen
Stöckl erhielt den Bürgerpreis (Lamontpreis) der Bayerischen Akademie der Wissenschaften. Die Stadt Regensburg verlieh ihm 1953 die Albertus-Magnus-Medaille. Im Äußeren Westen der Stadt wurde eine Straße nach ihm benannt.

## Schriften
- Messungen über die Dispersion und Absorption von Lösungen anomal brechender Substanzen bis zu grossen Verdünnungen, 1900 (= Dissertation)
- Erdmagnetische Messungen im Bayerischen Wald, 1908-1913, München 1922
- als Übersetzer: Robert Andrews Millikan: Das Elektron. Seine Isolierung und Messung Bestimmung einiger seiner Eigenschaften (= Die Wissenschaft. Band 69). Friedrich Vieweg+Sohn, Braunschweig 1922, doi:10.1007/978-3-663-06918-8.
- Johannes Kepler – Zur Erinnerung an seinen Todestag vor 300 Jahren (16.November 1630). Sonderdruck aus "Natur und Kultur", Monatsschrift für Naturwissenschaft und ihre Grenzgebiete – 27. Jahrgang, Heft 12.
- Astronomie und Physik im alten Regensburg, L. Ellwanger 1940